# Mackenzie Aladjem
Mackenzie Elizabeth Aladjem Jr. (11 de septiembre de 2001) es una retirada actriz estadounidense. Coprotagonizó la serie de Showtime Nurse Jackie como la hija de la protagonista, Fiona Peyton. Dicho papel le valió obtener un premio Young Artist. También apareció en la serie All My Children en el papel de Miranda Montgomery.

## Carrera
Aladjem nació en Estados Unidos, hija de Laura Givner y Norman Aladjem. Lo más impactante en la vida De Mackenzie Aladjem es que ella nació el mismo día que ocurrieron los ataques terroristas a las torres gemelas del World Trade Center, el atentado al Pentágono en Arlington y el secuestro de un avión que se estrelló en los bosques  de Pensilvania. Ha aparecido en series de televisión como Passions y CSI: Miami. También hizo parte de la gira presentando la obra de Broadway Annie, interpretando el personaje de Molly. Actualmente interpreta el papel de Miranda Montgomery, hija de Bianca Montgomery en la serie dramática All My Children. Hizo su debut en el cine en la película The Lincoln Lawyer, basada en la novela de Michael Connelly.

## Filmografía
| Año  | Título             | Rol                | Notas                       |
| ---- | ------------------ | ------------------ | --------------------------- |
| 2007 | CSI: Miami         | Emma Wade          | (Episodio: "Born to Kill")  |
| 2007 | Passions           | Pamela             | (Episodio: #1.2000)         |
| 2007 | Passions           | Pamela             | (Episodio: #1.2001)         |
| 2008 | The Loud House     | Lisa Loud          | 2008-2015                   |
| 2010 | Nurse Jackie       | Fiona Peyton       | 2010–2015                   |
| 2010 | All My Children    | Miranda Montgomery | 2010–2011                   |
| 2011 | The Lincoln Lawyer | Hayley Haller      |                             |
| 2011 | Workaholics        |                    | (Episodio: "Heist School")  |
| 2012 | This Is 40         | Judith             |                             |
| 2012 | Of Two Minds       | Mollie Clarke      | Película para TV            |
| 2013 | Grey's Anatomy     | Emma               | (Episodio: "Idle Hands")    |
| 2016 | Time Toys          | Jenny Johnstone    |                             |
| 2016 | Criminal Minds     | Lily               | (Episodio: "Hostage")       |
| 2017 | Hawaii Five-0      | Tanya Morrison     | (Episodio: "exodus-S7ep19") |

## Premios
| Año  | Premio       | Categoría                                    | Título          | Resultado |
| ---- | ------------ | -------------------------------------------- | --------------- | --------- |
| 2011 | Young Artist | Mejor actriz infantil en serie de televisión | Nurse Jackie    | Ganadora  |
| 2011 | Young Artist | Mejor actriz infantil en serie de televisión | All My Children | Nominada  |
| 2012 | Young Artist | Mejor actriz infantil en serie de televisión | Nurse Jackie    | Nominada  |
| 2012 | Young Artist | Mejor actriz infantil en serie de televisión | All My Children | Nominada  |